# Ana Guarinos López
Ana Cristina Guarinos López (Saragossa, 3 de juny de 1969) és una política espanyola del Partit Popular, que ha desenvolupat la seva activitat política dins el marc de la província de Guadalajara.

## Biografia

### Primers anys
Nascuda el 3 de juny de 1969 a Saragossa, es va llicenciar en dret per la Universitat de Saragossa.
Està casada amb Ángel Recio, alcalde popular de Fuentelahiguera de Albatages.

### Inicis en la política
Va començar la seva trajectòria a la política municipal com a regidora pel Partit Popular (PP) dins de l'Ajuntament de Molina de Aragón entre 1999 i 2007. Diputada provincial de Guadalajara entre 1999 i 2000, aquest any es va convertir en diputada al Congrés dels Diputats per Guadalajara al substituir Enrique Fernández-Miranda. No va acabar la setena legislatura i anar al seu torn reemplaçada per Antonio Román Jasanada el 2003.
Va resultar triada diputada regional de la sisena legislatura de les Corts de Castella-la Manxa per la circumscripció de Guadalajara a les eleccions autonòmiques de 2003. Va repetir com a diputada a la setena i vuitena legislatures. El 31 d'agost de 2011 es va fer efectiva la seva renúncia com a diputada a les Corts, que va dur a terme per centrar-se a la diputació provincial.

### Presidenta de la diputació provincial
Tras las elecciones municipals de maig de 2011, en què havia estat escollida com a regidora de l'Ajuntament de Guadalajara dins de la llista popular encapçalada per Román Jasanada, va ser triada en la sessió de constitució de la corporació provincial celebrada el 20 de juliol de 2011 com a nova presidenta de la Diputació de Guadalajara, amb 13 vots a favor, 11 vots a favor de la candidata socialista Maria Antònia Pérez Lleó i 1 vot en blanc dels membres del ple de la corporació.
El juny de 2012 va ser escollida presidenta del PP a la província de Guadalajara.
El juny de 2015 va ser succeïda al cap de la presidència de la diputació provincial per José Manuel Latre Rebled.

### Activitat política posterior
Guarinos, que després del seu pas per la presidència de la diputació va passar a vicepresidenta, va rebre al novembre de 2015 el Tribunal Superior de Justícia de Castella-la Manxa la ratificació d'una condemna emesa el gener del mateix any per un jutjat provincial de Guadalajara per vulneració dels drets fonamentals recollits en l'article 23 de la Constitució espanyola.